# گورنگه ورانووتسه
گورنگه ورانووتسه (به صربی: Gornje Vranovce) یک منطقهٔ مسکونی در صربستان است که در لبانه واقع شده‌است. گورنگه ورانووتسه ۱۴۹ نفر جمعیت دارد و ۴۵۸ متر بالاتر از سطح دریا واقع شده‌است.